# Rocky Point (Oklahoma)
Rocky Point est une census-designated place du comté de Wagoner, dans l'État d'Oklahoma, aux États-Unis. En 2020, elle compte une population de 946 habitants.